# Elencos da Gazprom-RusVelo
A equipa ciclista profissional russa Gazprom-RusVelo tem tido, durante toda a sua história, os seguintes elencos:

## RusVelo

### 2012
| Nome                 | Nascimento | Nacionalidade | Equipa de 2011                      |
| Arkimedes Arguelyes  | 09/07/1988 | Rússia        | Team Katusha                        |
| Arthur Ershov        | 07/03/1990 | Rússia        | Neo (Lokomotiv)                     |
| Nikita Eskov         | 23/01/1983 | Rússia        | Team Katusha (em 2010)              |
| Sergéi Firsánov      | 03/07/1982 | Rússia        | Itera-Katusha                       |
| Valery Kaykov        | 07/05/1988 | Rússia        | Moscow (em 2009)                    |
| Alexander Khatuntsev | 11/02/1985 | Rússia        | Moscow (em 2010)                    |
| Sergueï Klimov       | 07/07/1980 | Rússia        | Team Katusha (em 2010)              |
| Evgeny Kovalev       | 06/03/1989 | Rússia        | Itera-Katusha                       |
| Ivan Kovalev         | 26/07/1986 | Rússia        | Moscow (em 2010)                    |
| Dmitry Kozontchuk    | 05/04/1984 | Rússia        | Geox-TMC                            |
| Leonid Krasnov       | 24/01/1988 | Rússia        | Itera-Katusha                       |
| Voictor Manakov      | 09/06/1992 | Rússia        | Neoprofissional                     |
| Alexei Markov        | 26/05/1979 | Rússia        | Team Katusha (em 2009)              |
| Alexander Mironov    | 22/01/1984 | Rússia        | Team Katusha                        |
| Artem Ovechkin       | 11/07/1986 | Rússia        | Team Katusha                        |
| Ivan Rovny           | 30/09/1987 | Rússia        | Team Radioshack                     |
| Ivan Savitskiy       | 06/03/1992 | Rússia        | Neoprofissional                     |
| Alexander Serov      | 12/11/1982 | Rússia        | Team Katusha                        |
| Nikolai Trussov      | 02/07/1985 | Rússia        | Team Katusha (em 2010)              |
| Valery Valynin       | 10/12/1986 | Rússia        | Moscow (em 2010)                    |
| Nikolay Zhurkin      | 05/05/1991 | Rússia        | Neoprofissional                     |
| Matvey Zubov         | 22/01/1991 | Rússia        | Katyusha Continental Team (em 2010) |

Stagiaires

Desde 1 de agosto, os seguintes corredores passaram a fazer parte da equipa como stagiaires (aprendizes à prova).
| Corredor            | Nascimento | Nacionalidade | Equipa de 2012  |
| ------------------- | ---------- | ------------- | --------------- |
| Alexander Budaragin | 24/09/1986 | Rússia        | Neoprofissional |
| Roman Maikin        | 14/08/1990 | Rússia        | Itera-Katusha   |
| Anton Samokhvalov   | 18/11/1986 | Rússia        | Neoprofissional |

### 2013
| Nome                | Nascimento | Nacionalidade | Equipa de 2012  |
| Igor Boev           | 22/11/1989 | Rússia        | Itera-Katusha   |
| Arthur Ershov       | 07/03/1990 | Rússia        | RusVelo         |
| Sergéi Firsánov     | 03/07/1982 | Rússia        | RusVelo         |
| Valery Kaykov       | 07/05/1988 | Rússia        | RusVelo         |
| Sergueï Klimov      | 07/07/1980 | Rússia        | RusVelo         |
| Pavel Kochetkov     | 07/03/1986 | Rússia        | Itera-Katusha   |
| Evgeny Kovalev      | 06/03/1989 | Rússia        | RusVelo         |
| Ivan Kovalev        | 26/07/1986 | Rússia        | RusVelo         |
| Leonid Krasnov      | 24/01/1988 | Rússia        | RusVelo         |
| Roman Maikin        | 14/08/1990 | Rússia        | Stagiaire       |
| Voictor Manakov     | 09/06/1992 | Rússia        | RusVelo         |
| Alexander Mironov   | 22/01/1984 | Rússia        | RusVelo         |
| Artem Ovechkin      | 11/07/1986 | Rússia        | RusVelo         |
| Sergey Pomoshnikov  | 17.07.1990 | Rússia        | Itera-Katusha   |
| Alexander Rybakov   | 17/05/1988 | Rússia        | Itera-Katusha   |
| Ivan Savitskiy      | 06/03/1992 | Rússia        | RusVelo         |
| Alexander Serov     | 12/11/1982 | Rússia        | RusVelo         |
| Andrey Solomennikov | 10/06/1987 | Rússia        | Itera-Katusha   |
| Gennadi Tatarinov   | 20/05/1991 | Rússia        | Neoprofissional |
| Ilnur Zakarin       | 15/09/1989 | Rússia        | Itera-Katusha   |
| Nikolay Zhurkin     | 05/05/1991 | Rússia        | RusVelo         |

1. ↑  Até 4 de junho.

Stagiaires

Desde a 1 de agosto, os seguintes corredores passaram a fazer parte da equipa como stagiaires (aprendizes à prova).
| Corredor             | Nascimento | Nacionalidade | Equipa de 2013 |
| -------------------- | ---------- | ------------- | -------------- |
| Mikhail Akimov       | 17/04/1992 | Rússia        | Helicopters    |
| Alexander Evtushenko | 30/06/1993 | Rússia        | Helicopters    |
| Alexander Foliforov  | 08/03/1992 | Rússia        | Helicopters    |

### 2014
| Nome                | Nascimento | Nacionalidade       | Equipa de 2013                   |
| Ivan Balykin        | 26/11/1990 | Rússia              | Neoprofissional                  |
| Igor Boev           | 22/11/1989 | Rússia              | RusVelo                          |
| Arthur Ershov       | 07/03/1990 | Rússia              | RusVelo                          |
| Sergéi Firsánov     | 03/07/1982 | Rússia              | RusVelo                          |
| Sergueï Klimov      | 07/07/1980 | Rússia              | RusVelo                          |
| Leonid Krasnov      | 24/01/1988 | Rússia              | RusVelo                          |
| Timofey Kritskiy    | 24/01/1987 | Rússia              | Katusha                          |
| Sergey Lagutin      | 14/01/1981 | Uzbequistão/ Rússia | Vacansoleil-DCM Pro Cycling Team |
| Roman Maikin        | 14/08/1990 | Rússia              | Neoprofissional                  |
| Artem Ovechkin      | 11/07/1986 | Rússia              | RusVelo                          |
| Sergey Pomoshnikov  | 17.07.1990 | Rússia              | RusVelo                          |
| Kyrill Pozdnyakov   | 20/01/1989 | Rússia              | Synergy Baku                     |
| Alexander Serov     | 12/11/1982 | Rússia              | RusVelo                          |
| Andrey Solomennikov | 10/06/1987 | Rússia              | RusVelo                          |
| Gennadi Tatarinov   | 20/05/1991 | Rússia              | RusVelo                          |
| Ilnur Zakarin       | 15/09/1989 | Rússia              | RusVelo                          |

### 2015
| Nome                 | Nascimento | Nacionalidade | Equipa de 2014      |
| Ildar Arslanov       | 06/04/1994 | Rússia        | Itera-Katusha       |
| Ivan Balykin         | 26/11/1990 | Rússia        | RusVelo             |
| Igor Boev            | 22/11/1989 | Rússia        | RusVelo             |
| Arthur Ershov        | 07/03/1990 | Rússia        | RusVelo             |
| Alexander Evtushenko | 30/06/1993 | Rússia        | Russian Helicopters |
| Sergéi Firsánov      | 03/07/1982 | Rússia        | RusVelo             |
| Alexander Foliforov  | 08/03/1992 | Rússia        | Itera-Katusha       |
| Petr Ignatenko       | 27/09/1987 | Rússia        | Team Katusha        |
| Aleksandr Komin      | 12/04/1995 | Rússia        | Russian Helicopters |
| Alexey Kurbatov      | 09/05/1994 | Rússia        | Russian Helicopters |
| Roman Kustadinche    | 03/08/1995 | Rússia        | Russian Helicopters |
| Roman Maikin         | 14/08/1990 | Rússia        | RusVelo             |
| Sergey Nikolaev      | 05/02/1988 | Rússia        | Itera-Katusha       |
| Artem Nych           | 21/03/1995 | Rússia        | Russian Helicopters |
| Artem Ovechkin       | 11/07/1986 | Rússia        | RusVelo             |
| Kyrill Pozdnyakov    | 20/01/1989 | Rússia        | RusVelo             |
| Alexander Rybakov    | 17/05/1988 | Rússia        | Team Katusha        |
| Ivan Savitskiy       | 06/03/1992 | Rússia        | Russian Helicopters |
| Alexander Serov      | 12/11/1982 | Rússia        | RusVelo             |
| Andrey Solomennikov  | 10/06/1987 | Rússia        | RusVelo             |
| Mamyr Stash          | 04/05/1993 | Rússia        | Itera-Katusha       |

1. ↑  Até 10 de junho.
2. ↑  Desde 19 de junho.
3. ↑  Desde 1 de agosto.
4. ↑  Desde 15 de junho.

## Gazprom-RusVelo

### 2016

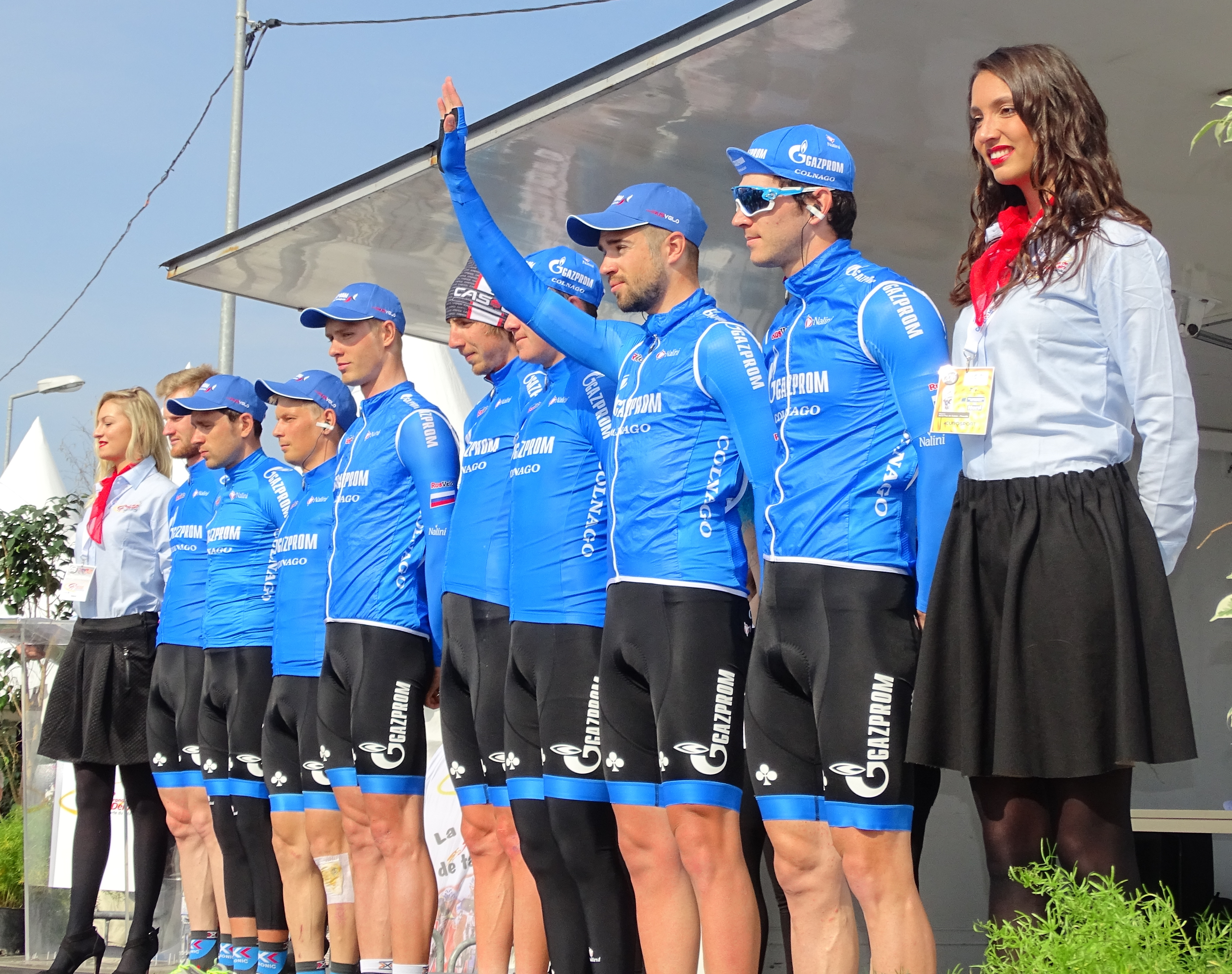
A equipa no Grande Prêmio de Denain 2016.

| Nome                 | Nascimento | Nacionalidade | Equipa de 2015           |
| Ildar Arslanov       | 06/04/1994 | Rússia        | RusVelo                  |
| Igor Boev            | 22/11/1989 | Rússia        | RusVelo                  |
| Arthur Ershov        | 07/03/1990 | Rússia        | RusVelo                  |
| Alexander Evtushenko | 30/06/1993 | Rússia        | RusVelo                  |
| Sergéi Firsánov      | 03/07/1982 | Rússia        | RusVelo                  |
| Alexander Foliforov  | 08/03/1992 | Rússia        | RusVelo                  |
| Alexandr Kolobnev    | 04/05/1981 | Rússia        | Team Katusha             |
| Alexey Kurbatov      | 09/05/1994 | Rússia        | RusVelo                  |
| Roman Kustadinchev   | 03/08/1995 | Rússia        | RusVelo                  |
| Roman Maikin         | 14/08/1990 | Rússia        | RusVelo                  |
| Viktor Manakov       | 09/06/1992 | Rússia        | Leopard Development Team |
| Sergey Nikolaev      | 05/02/1988 | Rússia        | RusVelo                  |
| Artem Nych           | 21/03/1995 | Rússia        | RusVelo                  |
| Artem Ovechkin       | 11/07/1986 | Rússia        | RusVelo                  |
| Alexey Rybalkin      | 16/11/1993 | Rússia        | Lokosphinx               |
| Ivan Savitskiy       | 06/03/1992 | Rússia        | RusVelo                  |
| Alexander Serov      | 12/11/1982 | Rússia        | RusVelo                  |
| Evgeny Shalunov      | 08/01/1992 | Rússia        | Lokosphinx               |
| Andrey Solomennikov  | 10/06/1987 | Rússia        | RusVelo                  |
| Mamyr Stash          | 04/05/1993 | Rússia        | RusVelo                  |
| Kirill Sveshnikov    | 10/02/1992 | Rússia        | Lokosphinx               |
| Aydar Zakarin        | 19/04/1994 | Rússia        | Itera-Katusha (2014)     |

### 2017
| Nome                | Nascimento | Nacionalidade | Equipa de 2016  |
| Ildar Arslanov      | 06/04/1994 | Rússia        | Gazprom-RusVelo |
| Igor Boev           | 22/11/1989 | Rússia        | Gazprom-RusVelo |
| Pavel Brutt         | 29/01/1982 | Rússia        | Tinkoff         |
| Arthur Ershov       | 07/03/1990 | Rússia        | Gazprom-RusVelo |
| Sergéi Firsánov     | 03/07/1982 | Rússia        | Gazprom-RusVelo |
| Alexander Foliforov | 08/03/1992 | Rússia        | Gazprom-RusVelo |
| Dmitry Kozontchuk   | 05/04/1984 | Rússia        | Team Katusha    |
| Sergey Lagutin      | 14/01/1981 | Rússia        | Team Katusha    |
| Roman Maikin        | 14/08/1990 | Rússia        | Gazprom-RusVelo |
| Sergey Nikolaev     | 05/02/1988 | Rússia        | Gazprom-RusVelo |
| Artem Nych          | 21/03/1995 | Rússia        | Gazprom-RusVelo |
| Artem Ovechkin      | 11/07/1986 | Rússia        | Gazprom-RusVelo |
| Alexander Porsev    | 21/01/1986 | Rússia        | Team Katusha    |
| Ivan Rovny          | 30/09/1987 | Rússia        | Tinkoff         |
| Alexey Rybalkin     | 16/11/1993 | Rússia        | Gazprom-RusVelo |
| Ivan Savitskiy      | 06/03/1992 | Rússia        | Gazprom-RusVelo |
| Evgeny Shalunov     | 08/01/1992 | Rússia        | Gazprom-RusVelo |
| Andrey Solomennikov | 10/06/1987 | Rússia        | Gazprom-RusVelo |
| Kirill Sveshnikov   | 10/02/1992 | Rússia        | Gazprom-RusVelo |
| Nikolay Trusov      | 02/07/1985 | Rússia        | Tinkoff         |
| Alexey Tsatevitch   | 05/07/1989 | Rússia        | Team Katusha    |
| Anton Vorobyev      | 12/10/1990 | Rússia        | Team Katusha    |
| Aydar Zakarin       | 19/04/1994 | Rússia        | Gazprom-RusVelo |

1. ↑  Até 14 de março.

Stagiaires

Desde 1 de agosto, os seguintes corredores passaram a fazer parte da equipa como stagiaires (aprendizes à prova).
| Corredor          | Nascimento | Nacionalidade | Equipa de 2017 |
| ----------------- | ---------- | ------------- | -------------- |
| Nicolay Cherkasov | 26/09/1996 | Rússia        |                |
| Evgeny Kobernyak  | 24/01/1995 | Rússia        |                |
| Stepan Kurianov   | 07/12/1996 | Rússia        |                |

### 2018
| Nome                | Nascimento | Nacionalidade | Equipa de 2017              |
| Ildar Arslanov      | 06/04/1994 | Rússia        | Gazprom-RusVelo             |
| Igor Boev           | 22/11/1989 | Rússia        | Gazprom-RusVelo             |
| Nicolay Cherkasov   | 26/09/1996 | Rússia        | Gazprom-RusVelo (stagiaire) |
| Sergéi Firsánov     | 03/07/1982 | Rússia        | Gazprom-RusVelo             |
| Alexander Foliforov | 08/03/1992 | Rússia        | Gazprom-RusVelo             |
| Evgeny Kobernyak    | 24/01/1995 | Rússia        | Gazprom-RusVelo (stagiaire) |
| Dmitry Kozontchuk   | 05/04/1984 | Rússia        | Gazprom-RusVelo             |
| Stepan Kurianov     | 07/12/1996 | Rússia        | Gazprom-RusVelo (stagiaire) |
| Sergey Lagutin      | 14/01/1981 | Rússia        | Gazprom-RusVelo             |
| Roman Maikin        | 14/08/1990 | Rússia        | Gazprom-RusVelo             |
| Artem Nych          | 21/03/1995 | Rússia        | Gazprom-RusVelo             |
| Alexander Porsev    | 21/01/1986 | Rússia        | Gazprom-RusVelo             |
| Ivan Rovny          | 30/09/1987 | Rússia        | Gazprom-RusVelo             |
| Alexey Rybalkin     | 16/11/1993 | Rússia        | Gazprom-RusVelo             |
| Evgeny Shalunov     | 08/01/1992 | Rússia        | Gazprom-RusVelo             |
| Sergey Shilov       | 06/02/1988 | Rússia        | Lokosphinx                  |
| Nikolay Trusov      | 02/07/1985 | Rússia        | Gazprom-RusVelo             |
| Aleksandr Vlasov    | 23/04/1996 | Rússia        | Neoprofissional             |

Stagiaires

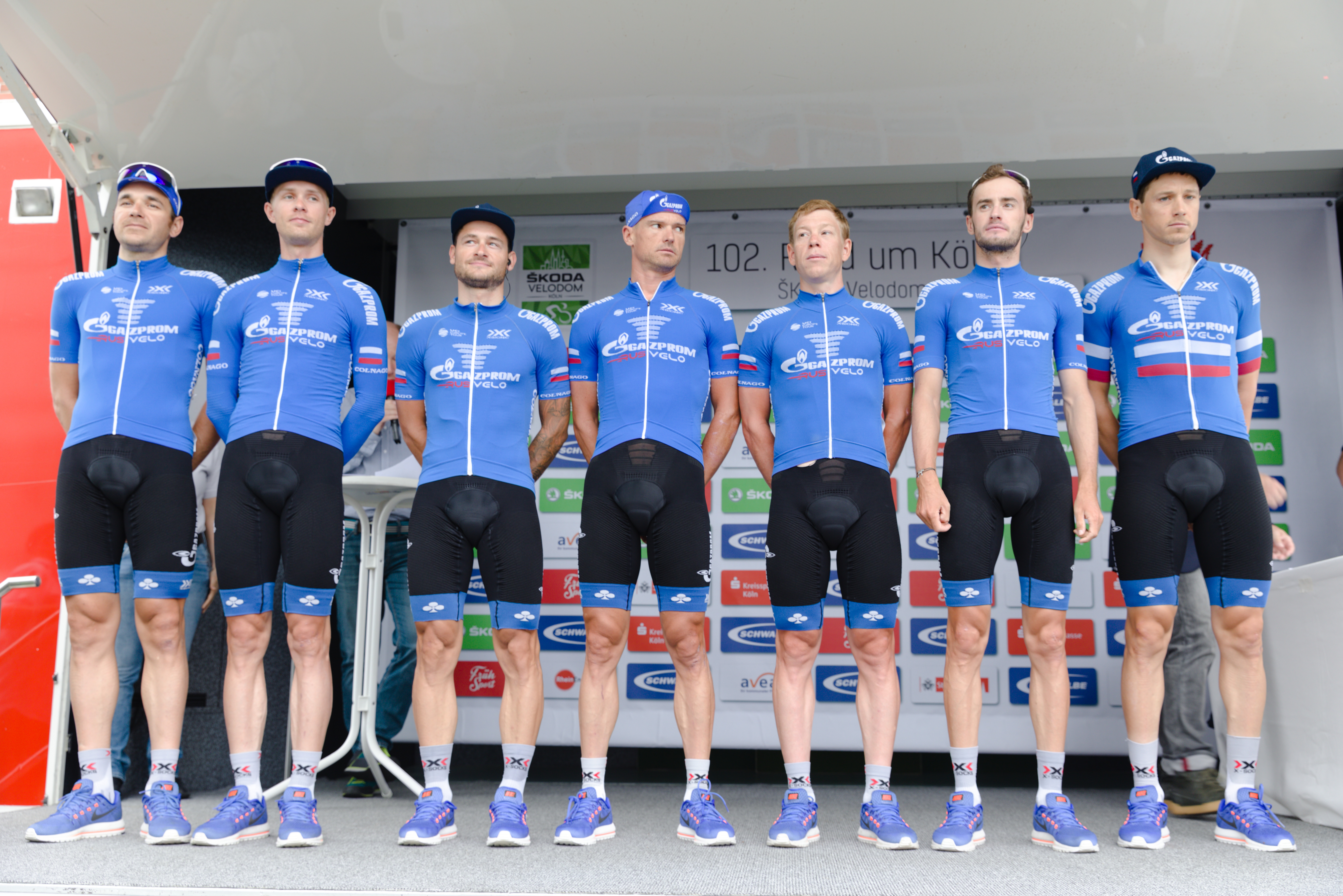
A equipa em 2018.

Desde 1 de agosto, os seguintes corredores passaram a fazer parte da equipa como stagiaires (aprendizes à prova).
| Corredor             | Nascimento | Nacionalidade | Equipa de 2018 |
| -------------------- | ---------- | ------------- | -------------- |
| Vladislav Kulikov    | 08/07/1996 | Rússia        |                |
| Alexandr Kulikovskiy | 02/01/1997 | Rússia        |                |
| Denis Nekrasov       | 19/02/1997 | Rússia        |                |

### 2019
| Nome                 | Nascimento | Nacionalidade | Equipa de 2018                      |
| Ildar Arslanov       | 06/04/1994 | Rússia        | Gazprom-RusVelo                     |
| Igor Boev            | 22/11/1989 | Rússia        | Gazprom-RusVelo                     |
| Nikolay Cherkasov    | 26/09/1996 | Rússia        | Gazprom-RusVelo                     |
| Alexander Evtushenko | 30/06/1993 | Rússia        | Lokosphinx                          |
| Evgeny Kobernyak     | 24/01/1995 | Rússia        | Gazprom-RusVelo                     |
| Vladislav Kulikov    | 08/07/1996 | Rússia        | Gazprom-RusVelo (stagiaire)         |
| Alexandr Kulikovskiy | 02/01/1997 | Rússia        | Gazprom-RusVelo (stagiaire)         |
| Alexey Kurbatov      | 09/05/1994 | Rússia        | Gazprom-RusVelo (2016)              |
| Stepan Kurianov      | 07/12/1996 | Rússia        | Gazprom-RusVelo                     |
| Denis Nekrasov       | 19/02/1997 | Rússia        | Gazprom-RusVelo (stagiaire)         |
| Artem Nych           | 21/03/1995 | Rússia        | Gazprom-RusVelo                     |
| Alexander Porsev     | 21/01/1986 | Rússia        | Gazprom-RusVelo                     |
| Petr Rikunov         | 24/02/1997 | Rússia        | Neo (Caja Rural-Seguros RGA amador) |
| Ivan Rovny           | 30/09/1987 | Rússia        | Gazprom-RusVelo                     |
| Alexey Rybalkin      | 16/11/1993 | Rússia        | Gazprom-RusVelo                     |
| Evgeny Shalunov      | 08/01/1992 | Rússia        | Gazprom-RusVelo                     |
| Sergey Shilov        | 06/02/1988 | Rússia        | Gazprom-RusVelo                     |
| Mamyr Stash          | 04/05/1993 | Rússia        | Lokosphinx                          |
| Aleksandr Vlasov     | 23/04/1996 | Rússia        | Gazprom-RusVelo                     |
| Anton Vorobyev       | 12/10/1990 | Rússia        | Gazprom-RusVelo (2017)              |

1. 1 2  Até 30 de junho.

Stagiaires

Desde 1 de agosto, os seguintes corredores passaram a fazer parte da equipa como stagiaires (aprendizes à prova).
| Corredor      | Nascimento | Nacionalidade | Equipa de 2019 |
| ------------- | ---------- | ------------- | -------------- |
| Marco Landi   | 25/11/1996 | Itália        |                |
| Anton Popov   | 30/01/1999 | Rússia        |                |
| Anton Vtiurin | 26/12/2000 | Rússia        |                |

### 2020
| Nome                 | Nascimento | Nacionalidade | Equipa de 2019                |
| Igor Boev            | 22/11/1989 | Rússia        | Gazprom-RusVelo               |
| Marco Canola         | 26/12/1988 | Itália        | Nippo-Vini Fantini-Faizanè    |
| Nikolay Cherkasov    | 26/09/1996 | Rússia        | Gazprom-RusVelo               |
| Sergei Chernetski    | 09/04/1990 | Rússia        | Caja Rural-Seguros RGA        |
| Damiano Cima         | 13/09/1993 | Itália        | Nippo-Vini Fantini-Faizanè    |
| Imerio Cume          | 29/10/1997 | Itália        | Nippo-Vini Fantini-Faizanè    |
| Vladislav Kulikov    | 08/07/1996 | Rússia        | Gazprom-RusVelo               |
| Alexandr Kulikovskiy | 02/01/1997 | Rússia        | Gazprom-RusVelo               |
| Stepan Kurianov      | 07/12/1996 | Rússia        | Gazprom-RusVelo               |
| Anton Kuzmin         | 20/11/1996 | Cazaquistão   | Astana City                   |
| Viacheslav Kuznetsov | 24/06/1989 | Rússia        | Team Katusha-Alpecin          |
| Denis Nekrasov       | 19/02/1997 | Rússia        | Gazprom-RusVelo               |
| Artem Nych           | 21/03/1995 | Rússia        | Gazprom-RusVelo               |
| Petr Rikunov         | 24/02/1997 | Rússia        | Gazprom-RusVelo               |
| Ivan Rovny           | 30/09/1987 | Rússia        | Gazprom-RusVelo               |
| Alexey Rybalkin      | 16/11/1993 | Rússia        | Gazprom-RusVelo               |
| Cristian Scaroni     | 16/10/1997 | Itália        | Groupama-FDJ Continental      |
| Evgeny Shalunov      | 08/01/1992 | Rússia        | Gazprom-RusVelo               |
| Dmitry Strakhov      | 17/05/1995 | Rússia        | Team Katusha-Alpecin          |
| Simone Velasco       | 02/12/1995 | Itália        | Neri Sottoli-Selle Italia-KTM |